# Bakersfield (Missouri)
Bakersfield è un villaggio degli Stati Uniti d'America, situato nello Stato del Missouri, nella contea di Ozark.